# 台中市公車227路
台中市公車227路目前自豐原行駛到東陽里，主要行駛於南陽路與東陽路。

## 歷史
- 2012年7月1日：移撥為臺中市公車，原為公路客運6646。
- 2014年3月1日：調整行駛路線及新增停靠「福陽國小」招呼站，並微調發車時刻。
- 2015年7月15日：繞駛至「豐東國中」，繞駛後途中增停「豐東南陽路口」、「豐東國中（同安街）」、「南陽新村」，並調整發車時刻。
- 2017年3月26日：配合豐原區「向陽路地下道填平工程」道路管制禁止通行，2017年3月26日至2017年8月31日止改道為「豐原－三民路－源豐路－中正路－三豐路－圓環北路－豐勢路－豐陽路－向陽路」，改道後行經之既有站位皆停靠。[2]
- 2019年10月1日：調整部分班次發車時刻。
- 2019年10月17日：調整部分班次發車時刻。

## 路線基本資料
往東陽里32站，往豐原31站。
自豐原起，經三民路、三豐路、中正路、向陽路、惠陽街、南陽路、自強南街、陽明街、圓環東路、安康路、永康路、南陽路、豐東路、同安街、圓環東路、南陽路、東陽路行駛到東陽里。

### 時刻表
- 時刻表僅供參考，請以豐原客運網站公告為準。
- 時刻表更新日期為2025年5月7日。

| 台中市公車227路平/假日時刻列表 | 台中市公車227路平/假日時刻列表 | 台中市公車227路平/假日時刻列表 | 台中市公車227路平/假日時刻列表 |
| ------------------------------ | ------------------------------ | ------------------------------ | ------------------------------ |
| 豐原開時刻                     | 豐原開備註                     | 東陽里開時刻                   | 東陽里開備註                   |
| 06:15                          | -                              | 06:50                          | -                              |
| 10:00                          | -                              | 10:40                          | -                              |
| 16:15                          | -                              | 16:55                          | -                              |
| 17:40                          | -                              | 18:20                          | -                              |

### 收費
- 依里程計費；刷電子票證10公里免費。
- 里程計費說明：
  - 基本里程：8公里。
  - 基本里程票價全票20元、半票11元。
  - 超過基本里程（8公里）計費方式：
    - 全票=[2.431 x 搭乘里程數x (1+5%營業稅)] （四捨五入）
    - 半票=[2.431 x 搭乘里程數x (1+5%營業稅)] x 50% （四捨五入）

  - 兒童、老人、身心障礙者及其陪伴者依規定半票收費。

### 停站
參見右側路線圖。